# Taigen Sōshin
Taigen Sōshin (太源宗真, mort en 1370) est un moine sōtō Zen. Il reçoit la transmission dharma de Gasan Jōseki et est considéré  comme un patriarche par l'école Sōtō.